# Karangasem (Cawas)
Karangasem is een bestuurslaag in het regentschap Klaten van de provincie Midden-Java, Indonesië. Karangasem telt 2592 inwoners (volkstelling 2010).